# Thijs van der Poll
Thijs van der Poll (Amsterdam, 13 juli 1950) is een Nederlands componist, acteur en musicus.

## Orkater
Thjs (Mathijs) van  der Poll was in 1971 een van de grondleggers van het Nederlandse Hauser Kamerorkest, waartoe ook Dick Hauser, Rob Hauser, Gerard Atema en Eddie B. Wahr behoorden. Bij de vorming van de muziektheatergroep Hauser Orkater gingen ook Chris Bolczek, Jim van der Woude, de broers Alex van Warmerdam,  Marc van Warmerdam  en Vincent van Warmerdam en Josée van Iersel onderdeel uitmaken van het gezelschap. Deze groep die een mengeling van absurd theater, bijzondere beelden en eigenzinnige popmuziek maakte, boekte  binnen en buiten Nederland grote successen, onder meer met het programma Zie de mannen vallen. Van der Poll speelde gitaar en componeerde muziek. 
Na het uiteenvallen van Hauser Orkater bleef Van der Poll als een van de vaste componisten verbonden aan de Stichting Orkater.

## Werk
Thijs van der Poll speelde onder meer in Voyeur (1986), Zie de mannen vallen (1979) en Entrée Brussels (1978). Van der Poll componeerde muziek voor onder andere Hauser Orkater, Orkater, De Mexicaanse Hond, De Mirando Quartet en Stichting Caspar Rapak. In 1997 maakte hij samen met Peter Zegveld de muziek voor de voorstelling Diapason / Sabotage Baby, een coproductie van Orkater, Nederlands Dans Theater en Batsheva Dance Company, gechoreografeerd door Ohad Naharin.